# Kardamena
Kardamena (griechisch Καρδάμαινα (f. sg.), in der Antike Alsarna genannt) ist eine Kleinstadt auf der griechischen Insel Kos.

## Lage, Geographie, Verkehr
Kardamena liegt rund 30 Straßenkilometer südwestlich der Stadt Kos auf etwa 1 bis 7 Meter über Meer (Zentrum der Stadt). Zum Flughafen Kos sind es etwa 6 Kilometer.
Der Ort liegt an der südlichen Seite der Insel Kos direkt am Meer in etwa geographisch in der Mitte zwischen Kefalos im Südwesten und der Hauptstadt Kos ganz im Osten. Zu der zwischen Kos und Kefalos verlaufende Hauptverbindungsstraße der Insel führt eine ausgebaute Stichstraße von Kardamena nach Andimachia.
Kardamena ist durch Buslinien mit Kos verbunden. Buslinien von und nach Kardamena und Kefalos halten am Ortsrand von Andimachia.
Von Kardamena gibt es Schiffsverbindungen zur Nachbarinsel Nisyros, die jedoch im Winter nur teilweise bedient werden. Ausflugsboote von Kardamena verkehren in den Sommermonaten nach Nisyros täglich. Die Festung Andimachia (Κάστρο Αντιμάχειας) hatte einst eine strategische Position auf einem Plateau in etwa 170 m Höhe oberhalb der Bucht von Kardamena und erlaubte die Kontrolle dieses Seeweges zwischen Kos und der südlich gelegenen Insel Nisyros.

## Geschichte
In der Antike war Alsarna eine der sechs Gemeinden der Insel Kos. Alsarna damals ein wichtiges religiöses Zentrum, wie der Apollon-Tempel und andere kleinere Tempel aus der Zeit des Hellenismus bezeugen. Alasarna war auch in römischer und frühchristlicher bzw. byzantinischer Zeit eine bedeutende Siedlung. Kardamena wurde 1865 teilweise auf dem Gebiet der antiken Stadt Alasarna erbaut. Deswegen gilt Kardamena, obwohl die Wurzeln sehr weit zurückreichen, als die neueste Siedlung der Insel. Kardamena hat sich seither aus einem Fischerdorf zu einem Tourismusort entwickelt.

## Bevölkerung und politische Gliederung, Wirtschaft
Kardamena gehört zum Gemeindebezirk Iraklides (Δημοτική Ενότητα Ηρακλειδών) mit gesamt 6826 Einwohnern, der wiederum in drei Stadtbezirke mit sieben Orten untergliedert ist. Der Stadtbezirk Kardamena (Δημοτική Κοινότητα Καρδαμαίνης) umfasst nur den Ort Kardamena mit 1650 Einwohnern.
| Jahr                 | 1905 | 1947 | 1951 | 1961 | 1971 | 1981 | 1991 | 2001 | 2011 |
| -------------------- | ---- | ---- | ---- | ---- | ---- | ---- | ---- | ---- | ---- |
| Bevölkerungs- anzahl | 600  | 1365 | 1374 | 1229 | 1010 | 1212 | 1451 | 1783 | 1650 |

## Sehenswürdigkeiten
- Zwei ständige Ausstellungen im Rathausgebäude, die sich mit der Folklore und dem traditionellen Kardamomhaus bzw. der nautischen Tradition des Ortes befassen.